# المخلط (الرقة)
المخلط قرية سورية تتبع ناحية عين عيسى في منطقة تل أبيض في محافظة الرقة. بلغ عدد سكانها 280 نسمة في عام 2004 حسب إحصاء المكتب المركزي للإحصاء.